# Franz Xaver Adelmann von Adelmannsfelden
Franz Xaver Reichsfreiherr Adelmann von Adelmannsfelden (* 1. Juli 1721 in Schloss Hohenstadt; † 17. Oktober 1787 in Augsburg) war Weihbischof und Generalvikar im Bistum Augsburg.

## Leben
Zunächst wurde Adelmann 1739 Domkanoniker am Augsburger Dom. 1747 folgte die Priesterweihe, drei Jahre später wurde er in Salzburg zum Doktor beider Rechte promoviert und in Augsburg zum dortigen Weihbischof bestellt, als Titularbischof von Mactaris. Dieses Amt hatte er bis 1779 inne. 1757 bis 1759 war er zusätzlich Generalvikar von Augsburg. In seiner Amtszeit als Weihbischof konsekrierte er mehr als 65 Kirchen.
1766 wurde Adelmann zum Stiftspropst des Schwäbisch Gmünder Kollegiatstift, 1777 zusätzlich bei St. Gertrud in Augsburg. Beide Propsteiämter führte er bis zu seinem Tod aus.